# 下半田川町
下半田川町（しもはだがわちょう）は、愛知県瀬戸市品野連区の町名。丁番を持たない単独町名である。

## 地理
- 瀬戸市の北端に位置する[8]。西を定光寺町・春日井市木附町・岐阜県多治見市諏訪町、北を岐阜県多治見市市之倉町、東を岐阜県多治見市笠原町、南を上半田川町・余床町と隣接している[8]。
- 北境は松ケ根・石塔ケ根と続く標高約200mの尾根線で、岩ケ根・伊勢山・神明山と続く山嶺が南境となる[8]。

### 河川
- 蛇ケ洞川（庄内川支流）[8] ： 町の南部から中央部を通って西部に向かって流れ、西端で庄内川に注ぎ込んでいる。
- 日向川（蛇ケ洞川支流） ： 町の北部を西流し、蛇ケ洞川に注ぎ込んでいる。
- 北日向川（日向川支流） ： 町の北部を南流し、日向川に注ぎ込んでいる。
- 東沓掛川（蛇ケ洞川支流） ：町の南東端、定光寺町との町境を北流し、蛇ケ洞川に注ぎ込んでいる。

### 学区
市立小・中学校に通う場合、学区は以下の通りとなる。また、公立高等学校普通科に通う場合の学区は以下の通りとなる。
| 番・番地等 | 小学校             | 中学校             | 高等学校 |
| ---------- | ------------------ | ------------------ | -------- |
| 全域       | 瀬戸市立掛川小学校 | 瀬戸市立品野中学校 | 尾張学区 |

なお、町内全域において、多治見市への教育事務委託が認められており、申請をすれば多治見市立南ヶ丘中学校への通学が可能である。

## 歴史

### 町名の由来
蛇が淵の大蛇を射た血が、3日3晩花柄のように流れ花川と呼ぶようになったという花川伝説に由来し、花川が転じて半田川となったという。その半田川（蛇ケ洞川）の下流域に位置するところから、下半田川町と付けられたと推察される。

### 沿革
この項では、下半田川の地名の変遷についても述べる。
- 戦国時代には、尾張国春日部郡下はた川として文献に名を残す[13]。
- 江戸時代には、尾張国春日井郡の尾張藩領水野代官所支配の下半田川村となる[13]。
- 1880年（明治13年）2月5日 - 春日井郡が東西に分割され、東春日井郡下半田川村となる[13][14]。
- 1889年（明治22年）10月1日 - 市制・町村制施行の際、下半田川村と沓掛村が合併して掛川村となり、掛川村大字下半田川となる[15][16]。
- 1906年（明治39年）7月16日 - 掛川村が下品野村・上品野村と合併して品野村となり、品野村大字下半田川となる[17][16]。
- 1924年（大正13年）1月1日 - 品野村が町制施行し、品野町大字下半田川となる[17]。
- 1959年（昭和34年）4月1日 - 品野町が瀬戸市に編入され、瀬戸市大字下半田川となる[17][16]。
- 1964年（昭和39年）10月1日 - 瀬戸市大字下半田川の全域により、同市下半田川町として成立[2]。同大字は、同日をもって廃止となる[13]。

## 世帯数と人口
2024年（令和6年）2月1日現在の世帯数と人口は以下の通りである。
| 町丁       | 世帯数  | 人口  |
| ---------- | ------- | ----- |
| 下半田川町 | 112世帯 | 245人 |

### 人口の変遷
国勢調査による人口の推移
| 1995年（平成7年）  | 588人 | [ 18 ] |  |
| 2000年（平成12年） | 502人 | [ 19 ] |  |
| 2005年（平成17年） | 483人 | [ 20 ] |  |
| 2010年（平成22年） | 435人 | [ 21 ] |  |
| 2015年（平成27年） | 399人 | [ 22 ] |  |
| 2020年（令和2年）  | 359人 | [ 23 ] |  |

### 世帯数の変遷
国勢調査による世帯数の推移。
| 1995年（平成7年）  | 110世帯 | [ 18 ] |  |
| 2000年（平成12年） | 106世帯 | [ 19 ] |  |
| 2005年（平成17年） | 108世帯 | [ 20 ] |  |
| 2010年（平成22年） | 102世帯 | [ 21 ] |  |
| 2015年（平成27年） | 104世帯 | [ 22 ] |  |
| 2020年（令和2年）  | 104世帯 | [ 23 ] |  |

## 交通

### 鉄道
町内に鉄道は走っていない。最寄り駅はJR中央本線古虎渓駅になる。

### バス
東鉄バス「多治見西部線」
- 多治見駅前 (一部便は県病院経由) - ホワイトタウン - TYK体育館前 - 市之倉 - 下半田川 系統 ： 下半田川口バス停・妻之神バス停・下半田川バス停

瀬戸市コミュニティバス「下半田川線」
- 陶生病院 - イオン瀬戸みずの店 - 中水野駅 - 定光寺公園 - 妻之神 系統 ： 下半田川町バス停・下半田川町民会館バス停・妻之神バス停[注釈 1]

### 道路
- 国道248号[8] ： 町の東部を南北に通っている。
- 愛知県道15号名古屋多治見線 ： 町の西端部を庄内川に沿うように南北に通っている。
- 愛知県道205号下半田川春日井線 ： 町の北西部の下半田川交差点を起点に、中央部を東西に通っている。

## 施設
- 瀬戸市立掛川小学校 ： 1874年（明治7年）に東明学校沓掛出張所として開校し、1892年（明治25年）に掛川尋常小学校と改名した[24]。2022年（令和4年）5月1日現在の児童数は20人、教員数は9人[25]。
- 妻神社[8] ： 兄妹婚の悲恋の伝承があり、3月18日の祭日には縁結びの神として参詣が多い[8]。
- 八劔社[8] ： 創建、由緒については不明。祭神は、天照皇御神・素盞嗚男尊・日本武尊・宮酢姫命・建稲種命[26]。
- しなのが丘病院 ： 診療科目は内科・神経科・精神科。診療時間は火・木・金の9:30〜12:00[27]。

## その他

### 日本郵便
- 郵便番号 : 480-1202[6]（集配局：瀬戸郵便局[28]）。